# Jack Ryan: Shadow Recruit
Jack Ryan: Shadow Recruit (br: Operação Sombra - Jack Ryan / pt: Jack Ryan: Agente Sombra), é um filme de ação dos Estados Unidos, lançado em 2014, dirigido e co-estrelado por Kenneth Branagh, baseado em Jack Ryan, personagem de uma série de livros do escritor Tom Clancy. É o quinto filme com o personagem Jack Ryan mas nesse há um "reboot" da série. Ao contrário dos anteriores, não é uma adaptação de um dos livros de Clancy, mas uma história original. O ator Chris Pine interpreta o personagem principal, se tornando o quarto ator a retratar Jack Ryan nas telas. Os outros foram Alec Baldwin em Caçada ao Outubro Vermelho de 1990, Harrison Ford em dois filmes: Jogos Patrióticos de 1992 e Perigo Real e Imediato de 1994 e Ben Affleck em A Soma de Todos os Medos de 2002. A trilha sonora é de Patrick Doyle. O filme foi dedicado à Clancy, que morreu em 1 de outubro de 2013.

## Elenco

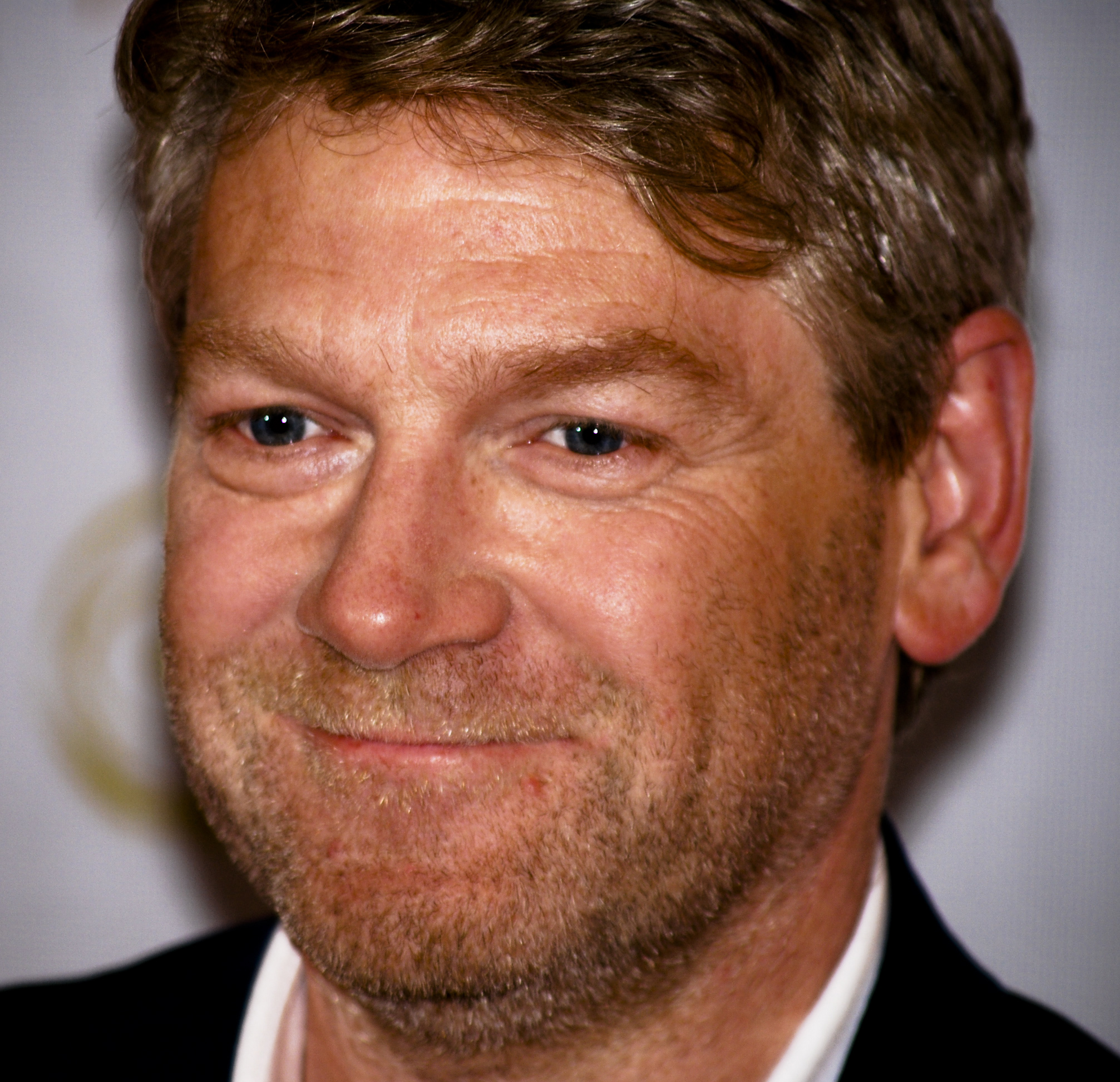
O diretor Kenneth Branagh interpreta o vilão do filme, o russo Viktor Cherevin.

- Chris Pine...Jack Ryan
- Keira Knightley...Cathy Muller[3]
- Kevin Costner...Thomas Harper
- Kenneth Branagh...Viktor Cherevin
- Alec Utgoff...Aleksandr Borovsky
- Nonso Anozie.[4]Embee Deng
- Colm Feore.[4]Rob Behringer. Feore também atuou em The Sum of All Fears, como coadjuvante, no papel de Olson.
- Gemma Chan.[5]Amy Chang
- David Paymer...Dixon Lewis[6]
- Karen David...agente do FBI[5]
- Mikhail Baryshnikov (não creditado)...Ministro do Interior Sorokin[3]

### Dublagem
- Estúdio: Double Sound (RJ)
- Mídia: Cinema / DVD / Blu-ray / TV Paga / Telecine Play / Televisão
- Direção: Marcelo Coutinho

| Personagem      | Ator / Atriz    | Dublagem         |
| --------------- | --------------- | ---------------- |
| Jack Ryan       | Chris Pine      | Marcelo Garcia   |
| Cathy Muller    | Keira Knightley | Maíra Góes       |
| Thomas Harper   | Kevin Costner   | Hélio Ribeiro    |
| Viktor Cheverin | Kenneth Branagh | Dário de Castro  |
| Embee Deng      | Nonso Anozie    | Francisco Júnior |
| Rob Behringer   | Colm Feore      | Alfredo Martins  |
| Dixon Lewis     | David Paymer    | Carlos Gesteira  |
| Amy Chang       | Gemma Chan      | Márcia Coutinho  |

## Sinopse
Após o ataque terrorista de 11 de setembro de 2001, Jack Ryan deixa a Escola de Economia de Londres e se alista como Fuzileiro Naval da Marinha dos Estados Unidos ("Marine"). Serve na Guerra do Afeganistão e alcança o posto de segundo-tenente. A carreira é interrompida quando o helicóptero em que estava é atacado e realiza uma aterrissagem forçada. Ryan sofre ferimentos graves mas consegue se recuperar com a ajuda da estudante de medicina Cathy Muller. Seus esforços são acompanhados por Thomas Harper, um oficial da CIA que acaba por recrutá-lo. Dez anos depois Ryan trabalha em Wall Street como analista de compliance e secretamente, como analista da CIA, e suspeita de novo ataque terrorista quando descobre contas bancárias escondidas que somariam trilhões de dólares, por uma organização russa. A maior parte desses fundos está controlada por Viktor Cherevin, um magnata russo. Ryan é enviado à Russia sob o pretexto de fazer uma auditoria nas contas da organização de Cherevin. Depois de sofrer um atentado em sua primeira noite, Ryan participa de um complexo plano da CIA para invadir o sistema e obter os dados secretos de Cherevin mas tem que se preocupar com a noiva, Cathy, que viera de surpresa à Moscou para se encontrar com ele.